# 维克托·切尔克索夫
维克托·瓦西里耶维奇·切尔克索夫 (俄语：Виктор Васильевич Черкесов；1950年7月13日—2022年11月8日)，也叫维克多·切尔科索夫，俄罗斯安全部门官员。

## 生平
切尔克索夫1973年毕业于列宁格勒国立大学法学系。1975年至1991年，他在列宁格勒和列宁格勒州国家安全委员会工作，在此期间起诉了包括民主联盟成员在内的不少政治异见人士。
1992年至1998年8月，切尔克索夫担任国家委员会的后继机构圣彼得堡安全部长（MBK）/联邦反间谍服务（FSK）/联邦安全局（FSB）的领导职位。
1998年8月至2000年5月，切尔克索夫担任弗拉基米尔·普京和尼古拉·帕特鲁舍夫领导下的俄罗斯联邦安全局第一副局长。 2000年5月18日至2003年3月11日，他担任俄罗斯总统普京西北部联邦管区全权特使。
从2003年3月11日起直至去世，切尔克索夫担任俄罗斯联邦麻醉品和精神药物流通管制国家委员会主席（自2004年3月起，该机构更名为俄罗斯联邦毒品管制局）。
2007年10月初，联邦毒品管制局的几名高级官员被俄罗斯联邦安全局特工逮捕，分析人士认为逮捕行动是维克托·切尔克索夫、伊戈尔·伊万诺维奇·谢钦和弗拉基米尔·普京派系其他成员之间长期斗争的一部分。
2007年10月9日，《生意人报》发表了一篇署名切尔克索夫的文章，文章称当月早些时候因刑事指控被拘留的俄罗斯毒品管制局官员是个例，而不是惯例，特工情报机关工作人员之间的地盘之争可能会加剧从而破坏国家稳定。对俄罗斯来说，唯一既现实又相对有利的选择是继续演变成一个由安全部门官员统治的社团主义国家。
弗拉基米尔·普里比洛夫斯基称，2007年10月27日两名俄罗斯毒品管制局官员被毒死事件，是俄罗斯西罗维基之间权力斗争的一部分。而经济学家米哈伊尔·德利亚金表示，当今俄罗斯的整个政治体系是各个宗派和团体的斗争，目的是让普京根据自己的情况而不是根据竞争对手的情况继续掌权。
2008年5月12日，切尔克索夫被总统德米特里·梅德韦杰夫解除国家麻醉品和精神药物流通管制委员会主席职务，被总理弗拉基米尔·普京任命为联邦军事和特种装备采购局局长。这被认为是对《生意人报》上那篇讨论普京派系内斗的文章的报复，弗拉基米尔·普京也曾对切尔克索夫的文章作出反驳，在电视节目《与普京连线》中表示，“指控特工情报局有内斗的人首先必须自己是清白的”。
2022年11月8日，切尔克索夫于圣彼得堡逝世，享年72岁。